# Koenig & Bauer
Die Koenig & Bauer AG (früher KBA von Koenig & Bauer-Albert) ist ein Hersteller von Druckmaschinen mit Stammsitz in Würzburg. Das Unternehmen ist nach eigenen Angaben der älteste Druckmaschinenhersteller der Welt und Weltmarktführer beim Druck im Bogenoffset-Großformat, bei Verpackungs-, Zeitungs- und Blechdruck sowie mit über 80 Prozent Marktanteil Weltmarktführer im Banknotendruck (Koenig & Bauer Banknote Solutions).
Während der Strukturwandel der Medienbranche die Nachfrage nach Maschinen im Publikationsdruck seit Ausbruch der weltweiten Finanzkrise ab 2007 stark einbrechen ließ, stieg die Nachfrage im Verpackungsgeschäft im gleichen Zeitraum deutlich an und machte 2016 nach Unternehmensangaben inzwischen 70 Prozent der verkauften Neumaschinen aus. Die Aktie des Unternehmens war bis Juni 2014 und in einem zweiten Zeitraum von Juni 2015 bis Juni 2021 im SDAX gelistet.

## Geschichte

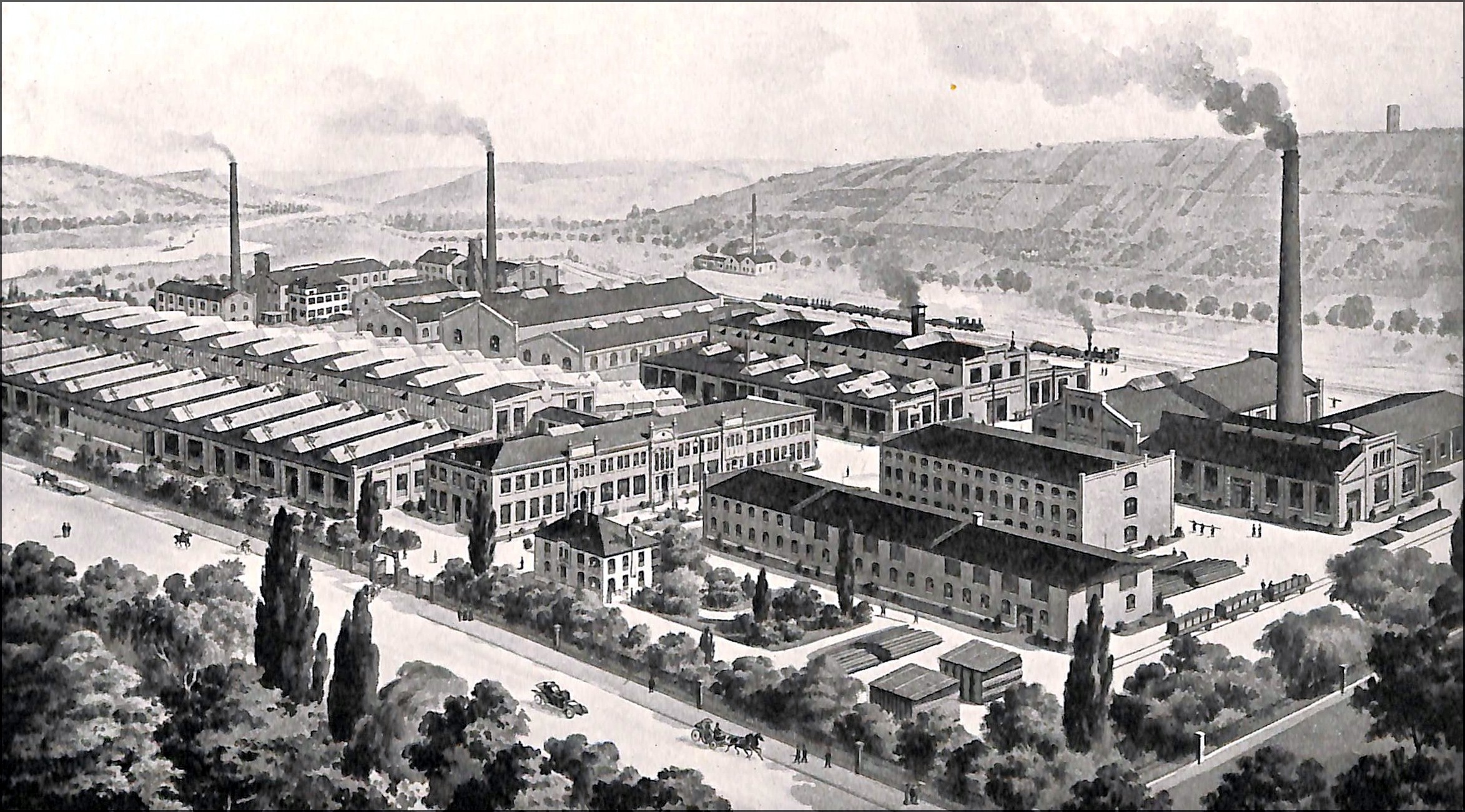
Werksansicht (um 1910)

Unternehmensgeschichte und beteiligte Personen

Aktie über 100 RM der Schnellpressenfabrik Koenig & Bauer AG vom Januar 1930

Am 9. August 1817 unterzeichneten der Bauernsohn und gelernte Drucker Johann Friedrich Gottlob Koenig und der Techniker Andreas Friedrich Bauer in London einen Gesellschaftsvertrag und legten damit den Grundstein für die älteste Druckmaschinenfabrik der Welt. Im Kloster Oberzell bei Würzburg wurde diese erste Fabrik eingerichtet. 1828 wurde in der ehemaligen Klostermühle der aufgelösten Abtei Münsterschwarzach ein zweiter Standort eingerichtet.
Aus der Fabrik im Kloster Oberzell gingen drei weitere deutsche Druckmaschinenhersteller hervor:
- Carl August Reichenbach, ein Neffe Friedrich Gottlob Koenigs, und dessen Schwager Carl Buz übernahmen 1844 die Sander’sche Maschinen-Fabrik und benannten sie in Reichenbach’sche Maschinenfabrik um; das Werk ging 1898 auf MAN über.
- Der Werkmeister Andreas Albert von Koenig & Bauer und der Glockengießer Andreas Hamm gründeten 1863 in Frankenthal eine Pressenfabrik. Diese Fabrik spezialisierte sich auf Schnellpressen, daraus ging die heutige Heidelberger Druckmaschinen AG hervor.
- Nachdem der 10-Jahres-Vertrag von Andreas Albert ausgelaufen war, gründete dieser 1873 zusammen mit dem Kaufmann Wilhelm Molitor in neuen Werkstätten die Schnellpressenfabrik Albert & Cie. OHG (später Albert-Frankenthal).

Mit der ab 2004 vertriebenen Rapida 205 baute das Unternehmen König & Bauer die damals weltgrößte Bogenoffsetdruckmaschine.
In der Vergangenheit wurden Druckspezialisten (vollständig) in den Konzern aufgenommen:
- 1990 Albert-Frankenthal (Illustrations- und Akzidenzdruck)
- 1994 PLANETA aus Radebeul (Großformatiger und Mittelformatiger Bogenoffset)
- 2003 Bauer und Kunzi aus Ditzingen bei Stuttgart (Blechdruck)
- 2004 MePrint AG aus Veitshöchheim (Bedrucken von Folien, Kunststoffen, Blu-Rays/DVDs, Kunststoffkarten, innovative Kennzeichnungsgeräte)
- 2005 Grafitec aus Dobruška (Kleinformatiger Bogenoffset)
- 2006 LTG Mailander aus Stuttgart (Blechdruck)
- 2013 KAMMANN aus Bad Oeynhausen (Siebdruckanlagen für Direktdekoration von Glasbehältern, Hohlkörperbedruckung)
- 2013 Flexotecnica S.p.A. (Flexorotationen für flexible Verpackungen)[10]
- 2015 Iberica AG SA (Stanzenhersteller)

### Geschichte in Österreich
Im Jahr 1848 gründete Koenigs Neffe Heinrich Löser eine Maschinenfabrik in Wien. Im Laufe der Jahrzehnte wechselte das Unternehmen mehrmals den Namen, unter anderem hieß es zwischen 1890 und 1908 L. Kaiser’s Söhne. In dieser Zeit übersiedelte das Unternehmen an die Gemeindegrenze zwischen Mödling und Maria Enzersdorf. Ab dem Jahr 1927 lautete die Firma Schnellpressenfabrik Koenig & Bauer Aktiengesellschaft Mödling.
Das Werk fiel nach 1945 unter sowjetischer Besatzung in die Verwaltung der USIA-Betriebe. Erst 1955 konnte es unter der Leitung des damaligen Vorstandsvorsitzenden Alfred Schischek wieder privatisiert werden. Sein Sohn Wolfgang Schischek wurde sein Nachfolger. Im Jahr 1967 bekam die österreichische Niederlassung die Staatliche Auszeichnung und ist damit seither befugt, das Bundeswappen im Geschäftsverkehr zu führen.
Im Jahr 1962 wurde die komplette Produktion von Simultan-Wertpapierdruckmaschinen aus Würzburg nach Mödling übernommen und laufend weiterentwickelt. Im Zuge von Restrukturierungsmaßnahmen im ganzen Konzern im Jahr 2014 mussten in Maria Enzersdorf fast 400 von 750 Mitarbeitern das Werk verlassen. Gleichzeitig wurde die Aktiengesellschaft in eine GmbH umgewandelt.

## Standorte
Würzburg
Im Werk Würzburg werden Druckmaschinen für den Akzidenz-, Dekor-, Funktions-, Verpackungs- und Zeitungsdruck hergestellt. Das Werk ist auf Rollenoffset- und Digitaldruckmaschinen spezialisiert. Die auf dem Werksgelände ansässige Gießerei fertigt Zylinder und Gestelle auch für andere Werke. In dem Werk gibt es ca. 1.700 Mitarbeiter.
Frankenthal
Die Albert-Frankenthal GmbH fertigt insbesondere rotationssymmetrische Teile wie Druckwalzen für die Koenig & Bauer-Gruppe. Die Koenig & Bauer FT Engineering GmbH versteht sich neben der Entwicklung und Servicebetreuung von Hochleistungs-Falzwerken als Technologie-Gesellschaft für anspruchsvolle Engineering-Leistungen.

Radebeul

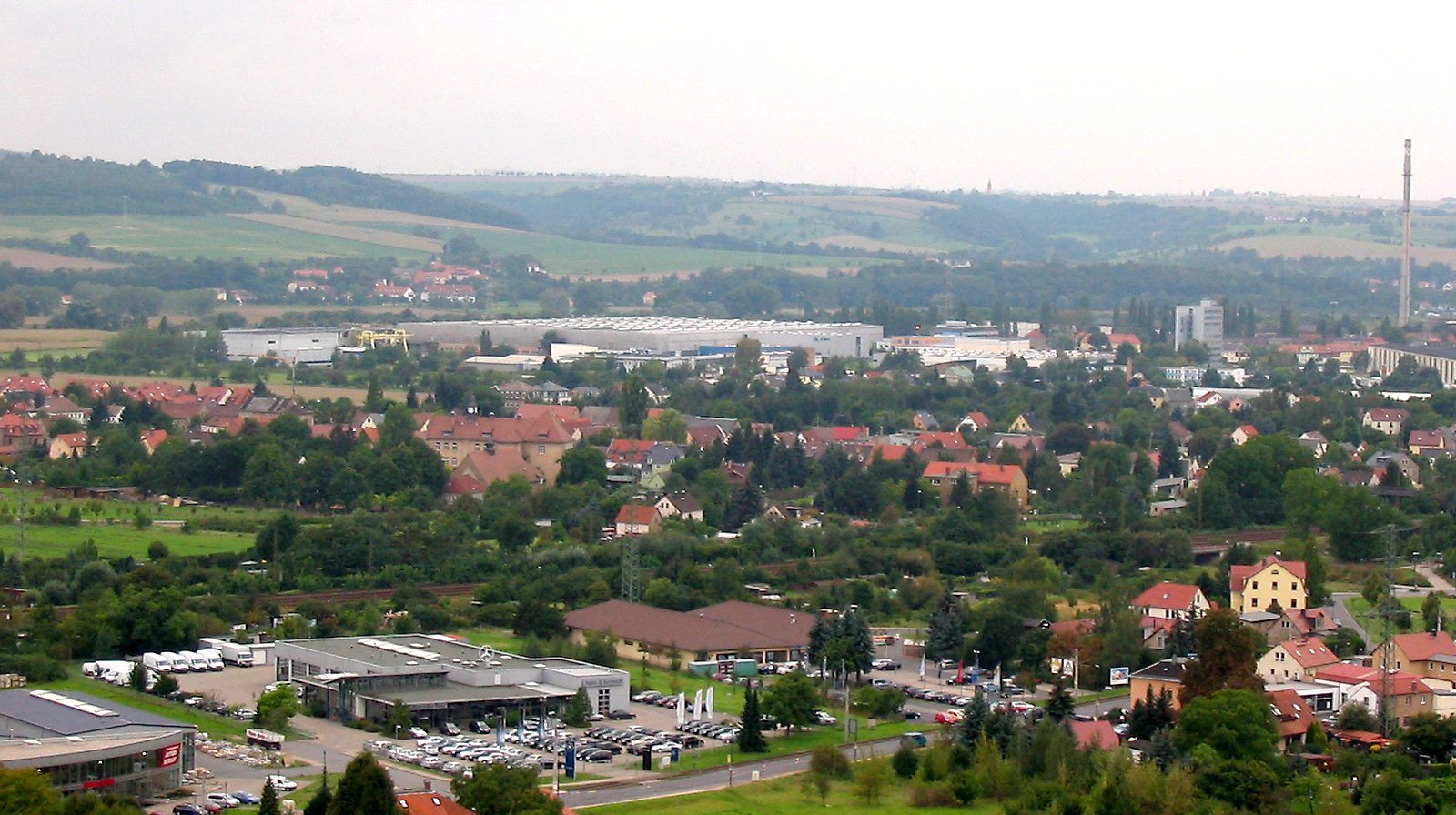
Koenig & Bauer AG Werk Radebeul (ehemals PLANETA), vom Jacobstein aus gesehen, 2008

Seit 1898 werden in Radebeul bei Dresden, damals unter den Namen Dresdner Schnellpressenfabrik, Planeta Druckmaschinen und Radebeuler Maschinenfabrik August Koebig, Druckmaschinen gebaut. Zu DDR-Zeiten war das Werk Hauptbestandteil des VEB Polygraph Druckmaschinenwerk Planeta Radebeul und war Teil des VEB Kombinat Polygraph „Werner Lamberz“ Leipzig. Ab 1991 wurde der Betrieb privatisiert und in Koenig & Bauer eingegliedert. Das Werk ist für die Bogenoffsetmaschinen verantwortlich. Ein großer Teil des Umsatzes wird mit der RAPIDA-Maschinenbaureihe erzielt (Mitarbeiter 2024: ca. 1.800).
Maria Enzersdorf
Die Maschinenfabrik Koenig & Bauer (AT) GmbH montiert Wertpapierdruckmaschinen für die Koenig & Bauer Banknote Solutions und ist Vertrieb für Bogenoffsetmaschinen der Koenig & Bauer Sheetfed in Österreich. Die österreichische Tochtergesellschaft besteht seit 1848. Ihr Sitz ist seit 1900 in Maria Enzersdorf (Mödling). Laut eigenen Aussagen werden mehr als 80 % aller Banknoten weltweit auf deren Druckmaschinen hergestellt. 2013 wurden in Maria Enzersdorf und Ternitz (2014 geschlossen) etwa 700 Mitarbeiter beschäftigt. Großer Wert wird auf die Ausbildung gelegt. Im Jahr 2006 wurden ungefähr 60 Lehrlinge beschäftigt, die zum Teil im eigenen Lehrlingsheim untergebracht sind. Abteilungen des Bogenmaschinenprogramms wurden 2014 von Mödling in andere Konzernteile verlegt. Bis 2016 sank der Mitarbeiterstand auf 300 Personen. 2022 waren rund 300 Mitarbeiter, darunter 25 Lehrlinge, am Standort beschäftigt.

### Ehemalige Standorte
- Werk Berlin, KBA-Berlin GmbH in Berlin-Hakenfelde. Hier wurden zuletzt sämtliche Rollenwechsler, Einzugwerke und Kühlwalzenständer gefertigt. Das Werk beschäftigte etwa 120 Mitarbeiter

- Werk Kusel in Rheinland-Pfalz

- In Ternitz (Niederösterreich) wurde 1997 ein neues Werk zur Verchromung von Druck-Zylindern errichtet[18], im Oktober 2014 wurde Ternitz geschlossen[19] und an den steirischen Unternehmer Heinz Ehgartner verkauft.[20]

## Unternehmensdaten

### Produkte (Auswahl)

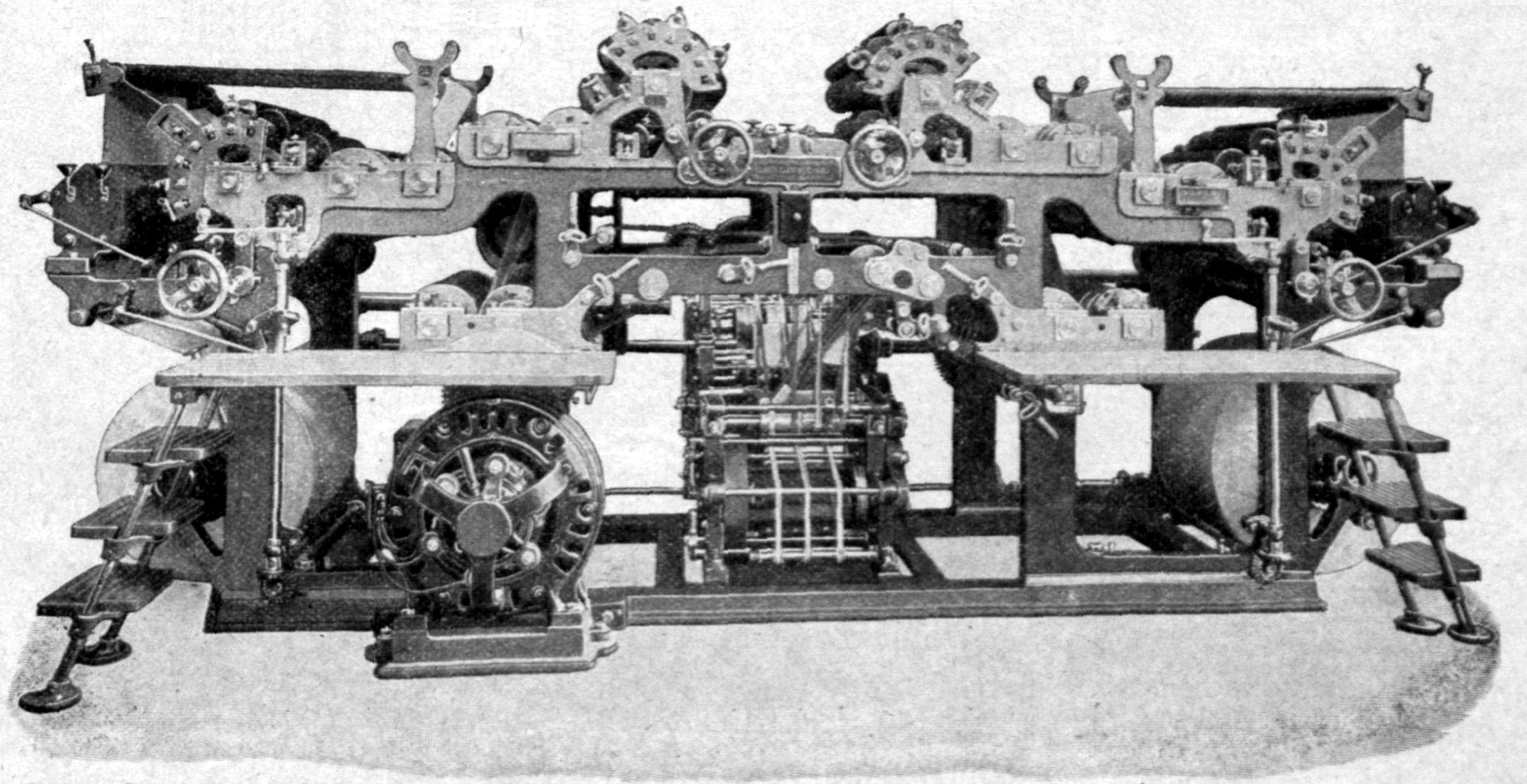
Zweifache oder auch Zwillings-Rotationsmaschine für die Lübeckischen Anzeigen von der Schnellpressenfabrik Frankenthal Albert & Co., Akt. Ges. in Frankenthal (1904)

Zur Produktpalette des Unternehmens gehören Druckmaschinen für den Bogenoffsetdruck, z. B. Bogenoffset-Großformat, Banknotendruck und Wertpapierdruck, Zeitungsdruck und Akzidenzdruck sowie Blechdruck. Rollenoffsetdruckmaschinen (vor allem Zeitungsdruck), Bogenoffsetdruckmaschinen (beispielsweise Plakate und Verpackungen), Wertpapierdruckmaschinen (Stahlstich) inklusive Hologrammpressen; Koenig & Bauer Banknote Solutions ist Weltmarktführer bei Gelddruckmaschinen.
Produktionskapazität
Die Tabelle vergleicht die Produktionskapazität der von Koenig und Bauer bis dato erfundenen Druckmaschinen mit der ihrer handbetriebenen Vorläufer:
|                   | Handbetriebene Pressen   | Handbetriebene Pressen  | Dampfbetriebene Maschinen | Dampfbetriebene Maschinen | Dampfbetriebene Maschinen | Dampfbetriebene Maschinen |
|                   | Gutenberg-Presse um 1600 | Stanhope-Presse um 1800 | Koenig und Bauer 1812     | Koenig und Bauer 1813     | Koenig und Bauer 1814     | Koenig und Bauer 1818     |
| ----------------- | ------------------------ | ----------------------- | ------------------------- | ------------------------- | ------------------------- | ------------------------- |
| Drucke pro Stunde | 240                      | 480                     | 800                       | 1100                      | 2000                      | 2400                      |

## Varia

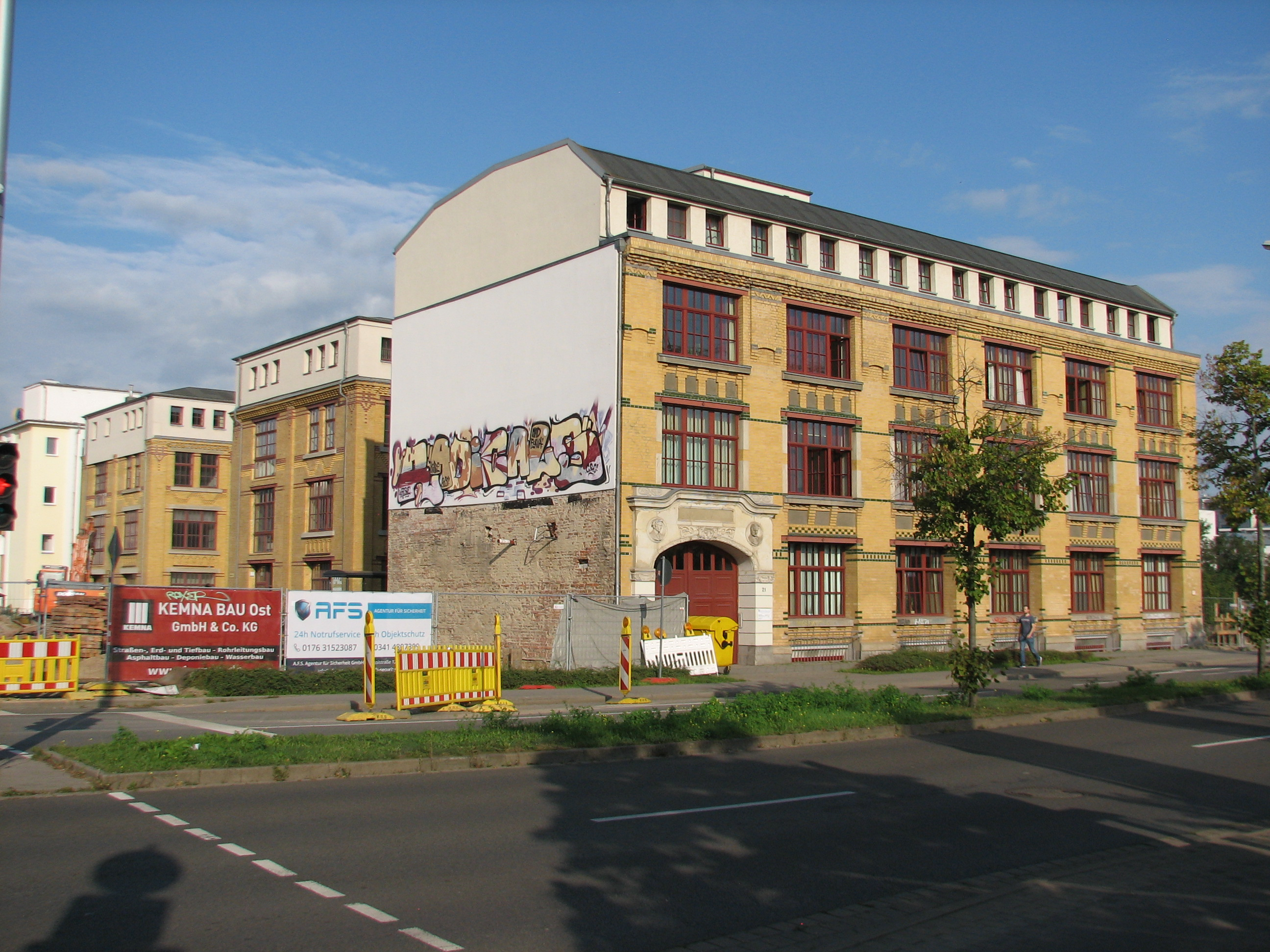
Historisches Industriegebäude-Ensemble von Koenig & Bauer in Leipzig (Foto von 2021)

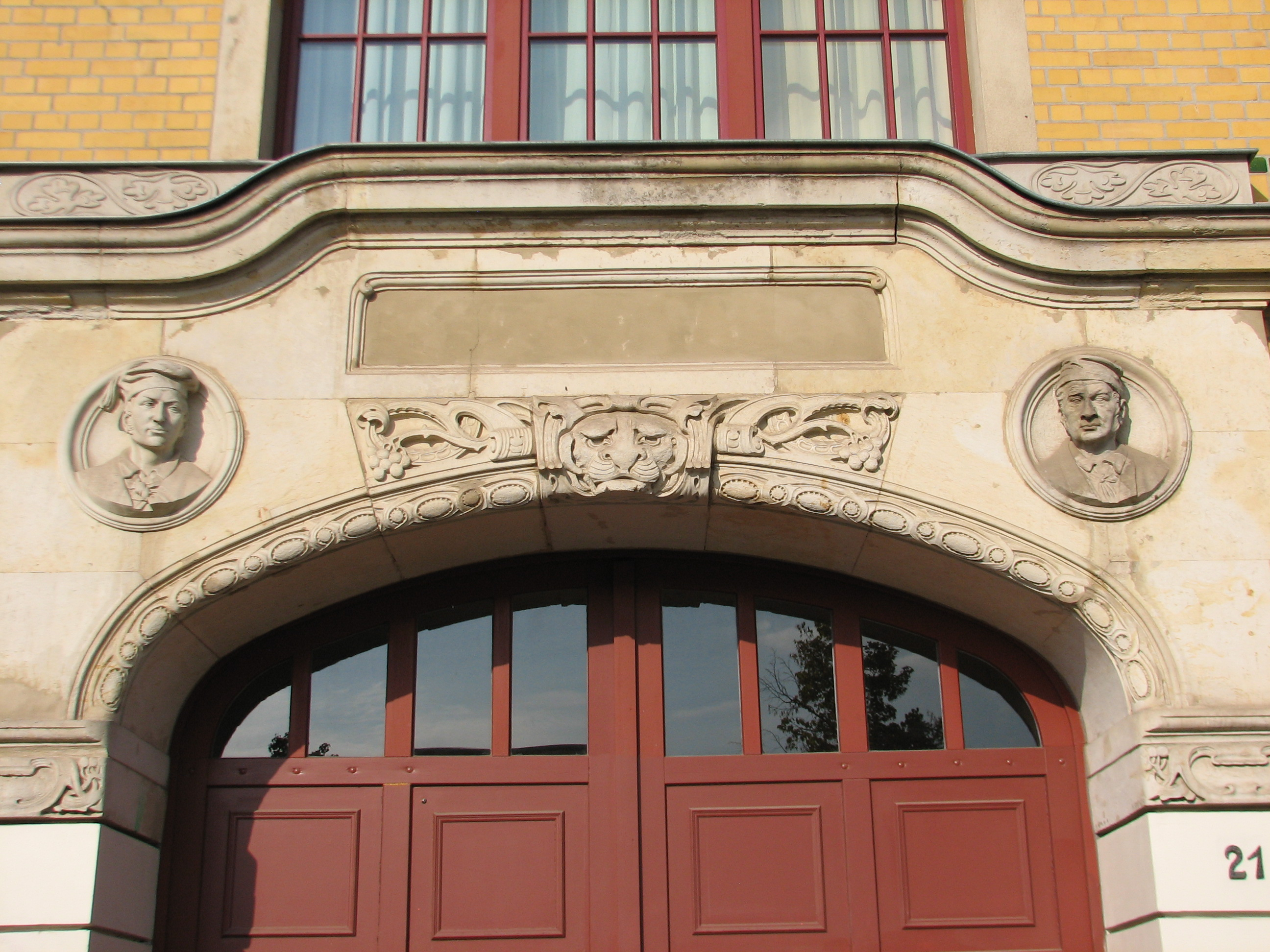
Koenig- und Bauer-Halbporträt am Portal der einstigen Unternehmensgebäude in Leipzig, Ludwig-Erhard-Str. 21 (Foto von 2021)

In Leipzig gab es von etwa 1905 bis etwa 1945 eine Niederlassung von Koenig & Bauer in der Grenzstraße 21 (seit 2001: Ludwig-Erhard-Straße 21). Die drei symmetrisch hintereinander errichteten Industriegebäude (möglicherweise gab es ein viertes, das im Zweiten Weltkrieg zerstört und verändert wiederaufgebaut wurde) sind von außen denkmalgerecht restauriert; auch trägt die historische Portal bis heute (Stand: September 2021) die beiden Halbporträts der Unternehmensgründer. Architekt war August Stehmann.